# Шахов, Олег Фёдорович
Шахов Олег Фёдорович (род. 1 марта 1969 года, Кострома) — Российский общественный и государственный деятель. Доктор экономических наук. С октября 2012 года по ноябрь 2014 года занимал пост главы городского округа Химки.

## Биография
В 1986 году окончил ФМШ № 18 имени А. Н. Колмогорова при Московском государственном университете (МГУ) имени М. В. Ломоносова и поступил на механико-математический факультет МГУ. В 1987—1989 годах проходил срочную службу в рядах Вооружённых сил СССР (отсрочка студентам в тот период была отменена). В 1994 году окончил МГУ имени М. В. Ломоносова по специальности «Прикладная математика». В 2001 году с отличием окончил Финансовую академию при правительстве РФ по специальности «экономист»;
Работал заместителем управляющего директора ОАО «НОСТА» (Орско‑Халиловский металлургический комбинат) по развитию; вице‑президентом агропромышленной корпорации «Стойленская Нива» по инвестициям. Вице-президент холдинга «Металлоинвест» (2000—2002) по работе с предприятиями АПК. С 2002 года был руководителем департамента инвестиционной политики Минэкономразвития РФ.
В 2003—2004 годах — вице‑губернатор Воронежской области по экономике. С 2004 года — директор департамента развития инфраструктуры и инвестиций Минтранса РФ.
В 2005 году окончил аспирантуру Воронежского государственного университета по специальности «Экономика». Кандидат экономических наук.
В 2005—2009 годах — генеральный директор ФГУ «Дороги России». С 2009 года — вице‑президент ЗАО «Центр управленческих, экономических и правовых инициатив „Стратегия“. В марте 2009 года избран генеральным директором ОАО «ГИПРОДОРНИИ».
В 2010 году с отличием окончил Российскую академию государственной службы при президенте РФ по специальности «юриспруденция».
С ноября 2010 года по сентябрь 2011 года — председатель комитета города Москвы по ценовой политике в строительстве и государственной экспертизе проектов (Москомэкспертиза), член коллегии Комплекса градостроительной политики и строительства города Москвы. С сентября 2011 года — руководитель Научно‑исследовательского института московского строительства «НИИМосстрой». С октября 2011 года — заместитель, первый заместитель губернатора Тульской области; курировал министерство строительства и коммунального хозяйства и министерство транспорта и дорожного хозяйства региона.
Среди занимаемых постов также: вице-президент по инвестициям Агропромышленной корпорации «Стойленская Нива»; первый заместитель Генерального директора ОАО «Вязьмапищевик»; директор по экономике и финансам ОАО «Полишелк»; начальник Финансового управления и член Совета директоров ЗАО "Инвестиционная группа «РОСТ»"; член советов директоров — представитель Российской Федерации в ОАО «Совкомфлот», ОАО «Домодедовские авиалинии», ОАО «КамАЗ», председатель совета директоров ОАО «Колос». Преподает в Российской экономической академии имени Г. В. Плеханова, доцент кафедры «Менеджмент инвестиций и инноваций» факультета «Менеджмент». Имеет публикации на экономическую тему.
14 октября 2012 года победил на выборах главы городского округа Химки, набрав более 47 % голосов избирателей (Чирикова — 17,5 %, Митволь — 14 %). 23 октября 2012 года в городе Химки, во Дворце культуры «Родина», состоялась инаугурация Олега Шахова. В ноябре 2014 года подал в отставку с должности. 
13 декабря 2021 года в РАНХиГС защитил диссертацию на тему «Развитие стратегического партнерства государства и бизнеса в экономике субъекта Российской Федерации» на соискание учёной степени доктора экономических наук.

## Судебные разбирательства
В ноябре 2014 года Следственный комитет России предъявил Шахову обвинение по факту вероятного хищения бюджетных средств на сумму около 22 000 000 рублей. Эти деньги были выделены в 2008 году под тендер на осуществление проекта строительства автомагистрали Москва — Петербург через Химкинский лес. К процедуре предъявления мэр Химок был доставлен под конвоем из больницы, в которой проходил лечение.
В декабре 2015 года бывший глава Химок был признан виновным в превышении должностных полномочий и приговорён к 6 годам лишения свободы условно с испытательным сроком в 5 лет, на 3 года ему было запрещено занимать государственные должности.
В августе 2023 года Следственным комитетом России прекращено уголовное дело и уголовное преследование Шахова О.Ф. в связи с установлением непричастности Шахова к совершению преступления и отсутствием состава преступления. В октябре 2024 года прокурором от имени государства Шахову О.Ф. принесены официальные извинения в связи с необоснованным привлечением к уголовной ответственности.

## Общественная деятельность
- С 23.01.2013 президент Спортивной общественной организации «Федерация фехтования Московской области».
- С 26.03.2013 председатель Попечительского совета баскетбольного клуба «ХИМКИ».
- Член комиссии при Президенте Российской Федерации по формированию и подготовке резерва управленческих кадров.
- С 02.12.2017 член Правления Региональной Ообщественной Оорганизации «Костромское землячество» Архивная копия от 28 декабря 2017 на Wayback Machine

## Научная и преподавательская деятельность
| Наименование научного труда, изобретения, проекта | Выходные данные для научных трудов (место публикации/издания/регистрации) |
| --- | ------------------------------------------------------------------------- |
| Программно-целевое управление развитием муниципального образования (в соавт. с И.Е. Рисиным) | Воронеж: Изд-во Воронежск. гос.ун-та, 2007                                |
| Теоретические и методические основы системы взимания платы с владельцев грузового автомобильного транспорта (в соавт. с Е.А .Шебуниной, В. В. Сопряковым)                                                                                         | Воронеж: Изд-во Воронежск.гос.пед.ун-та, 2009                             |
| Промышленная политика России в современных условиях (в соавт. с Л. М. Клячко, А.Е. Степановым, В. А. Моисеевым, К. В. Брусовым, И. Е. Юдиным, В. А. Колмыковым, М.Б. Галаховым, С. С. Козловым, С. Б. Тюриным, А. Д. Бурыкиным, С. В. Федосеевым) | Ярославль: Изд-во ЯФ АТ и СО, 2011                                        |
| Инновации, инвестиции, интеграция, интеллектуальные модели в бизнесе (в соавт. с Л. М. Клячко, А. Е. Степановым, Ю Г..Чукавиной, С. С. Козловым, В.А. Колмыковым, С. В. Федотовым, В.А. Моисеевым, А. Н. Вашкевичем, К. В. Брусовым)              | Москва: ВУ, 2012—176 с.                                                   |
| Формирование пирамиды интеллектуального капитала (в соавт. с Л. М. Клячко, А.Е. Степановым, В. А. Моисеевым, В.А. Колмыковым, С. В. Федотовым, С. С. Козловым, Ю Г..Чукавиной, А. Д. Бурыкиным, С.Б. Тюриным, А. Ю. Волковым, Н. М. Бурыкиной)    | Ярославль: Изд-во ЯФ АТ и СО, 2011.- 196 с.                               |
| Разработка региональных стратегий второго поколения (в соавт. с И. Е. Рисиным) | Москва: Изд-во РУСАЙНС, 2018.-90 с.                                       |
| Стратегическое партнерство государства и бизнеса: теория и практика | Воронеж: «Истоки», 2018.-136 с.                                           |
| Стратегическое партнёрство государства и бизнеса в экономике региона | Москва: Издательский дом «Дело» РАНХиГС, 2018.-272 с.                     |

Научные статьи доступны тут:
Научные труды Архивная копия от 1 ноября 2018 на Wayback Machine, Научная и преподавательская деятельность Архивная копия от 30 октября 2018 на Wayback Machine ,
Преподавательская деятельность:
- Апр. 2010 — сент. 2011 Доцент кафедры «Менеджмент инвестиций и инноваций» факультета «Менеджмент»

Российской экономической академии имени Г. В. Плеханова.
- Сент. 2011 — н/вр. Доцент кафедры «Финансы, кредит и страхование» АНО ВПО «Российская академия предпринимательства».

## Награды
- Медаль Федерации космонавтики России «За заслуги перед отечественной космонавтикой» имени С. А. Косберга.
- Медаль ФНПР «100 лет профсоюзам России».
- Знак Губернатора Московской области «Благодарю».
- Благодарности Воронежской областной Думы и Министра транспорта Российской Федерации.
- Почётная грамота Правительства Московской области.
- Почетный знак МЧС России.
- Почётная грамота Министерства регионального развития Российской Федерации.
- Нагрудный знак «За содействие МВД».
- Медаль «За содействие» Следственного комитета при Прокуратуре Российской Федерации.
- Знак Губернатора Московской области «За полезное».
- Медаль «За вклад в развитие уголовно-исполнительной системы России» ФСИН.
- Памятная медаль МЧС России «Маршал Василий Чуйков».
- Медаль имени И. И. Картукова.
- Знак «За содействие космической деятельности».
- Благодарность Федеральной службы по надзору в сфере образования и науки.
- Нагрудный знак «20 лет Московской областной Думе».

## Семья
Женат, четверо детей.

## СМИ
Статья «Странная история Олега Шахова Архивная копия от 11 апреля 2019 на Wayback Machine»